# Raukaua edgerleyi
Raukaua edgerleyi är en araliaväxtart som först beskrevs av Joseph Dalton Hooker, och fick sitt nu gällande namn av Berthold Carl Seemann. Raukaua edgerleyi ingår i släktet Raukaua och familjen araliaväxter. Inga underarter finns listade.